# Центральный банк Ирака
Центральный банк Ирака (араб. البنك المركزي العراقي‎) — центральный банк Республики Ирак, ответственный за выпуск национальной валюты.

## История
В 1931—1950 годах функции центрального банка частично выполнял Валютный совет Ирака, находящийся в Лондоне. Совет занимался выпуском иракского динара и обеспечивал его стабильность.
Национальный банк Ирака был основан в 1947 году. В 1949 году Валютный совет Ирака перестал выполнять свои функции, но британские банки всё ещё имели очень сильное влияние на иракскую экономику и банковскую сферу.
В 1956 году Национальный банк Ирака переименован в Центральный банк Ирака. На него была возложена ответственность за развитие денежно-расчетной системы и выпуск национальной валюты. Банк начал выполнять такие функции как:
- осуществление денежно-кредитной и валютной политики,
- осуществление банковского надзора,
- выпуск национальной валюты,
- обеспечение эффективного функционирования денежно-кредитной системы,
- финансирование и кредитование государственной деятельности.

19 сентября 2003 года был принят новый закон о банковской системе.
С 15 октября 2003 по 15 января 2004 были выпущены новые иракские динары и проходил обмен старых банкнот на новые.
Современный статус Центральный банк Ирака получил 6 марта 2004 года вместе с принятием закона о центральном банке.
Проект здания Центрального банк Ирака был разработан датской архитектурной компанией Dissing+Weitling. У банка есть ещё 4 отделения в таких городах как Басра, Мосул, Эрбиль, Сулеймания.

## Права и обязанности
Права и обязанности Центрального банка Ирака определяются законом «О Центральном банке», принятым 6 марта 2004 года.
Основные права и обязанности:
- осуществление денежно-кредитной и валютной политики,
- осуществление банковского надзора,
- осуществление управления монетарным и финансовым секторами
- поддержка покупательной способности национальной валюты и стабильности цен,
- обеспечение эффективного функционирования денежно-кредитной системы,
- взаимодействие с национальными банками других стран[2].

## Ограбление банка
В марте 2003 года, за несколько дней до начала войны в Ираке, Центральный банк Ирака был ограблен. Было украдено около одного миллиарда долларов — это самое крупное ограбление банка за всю историю мира.
Государственный департамент США утверждает, что деньги были украдены по распоряжению Саддама Хусейна. Однако, учитывая тот факт, что Саддам был абсолютным правителем страны, можно назвать этот инцидент изъятием денег из банка, не нарушающим законодательства.